# محمود الجنيد
محمود عبدالقادر الجنيد سياسي يمني هو نائب رئيس الوزراء لشؤون الرؤية الوطنية في حكومة الإنقاذ الوطني برئاسة عبد العزيز بن حبتور التابعة للمجلس السياسي الأعلى في سلطة صنعاء منذ 10 نوفمبر 2018.